# سيسانو بيرغاماسكو
سيسانو بيرغاماسكو ( بيرغاماسك : Cisà أو Sisà ؛ بريانزو : Cisàn ) هي بلدة توجد في مقاطعة بيرغامو , لومباردي , شمال إيطاليا .